# Iljana Beqiri
Iljana Beqiri (* 6. Januar 2000) ist eine albanische Leichtathletin, die sich auf den Sprint spezialisiert hat.

## Sportliche Laufbahn
Beqiri, die aus Durrës stammt, hat mit rund zwölf Jahren mit der Leichtathletik begonnen. Sie zog in die Hauptstadt und wechselte von KS Teuta Durrës zu SK Tirana, um professionell trainieren zu können.
Erste internationale Erfahrungen sammelte Iljana Beqiri im Jahr 2015, als sie bei den Balkan-Meisterschaften in Pitești in 27,92 s den sechsten Platz im C-Lauf über 200 Meter belegte. Im Jahr darauf gelangte sie bei den Balkan-Hallenmeisterschaften in Istanbul mit 61,48 s auf Rang drei im B-Rennen im 400-Meter-Lauf und im Juli erreichte sie bei den U18-Balkan-Meisterschaften in Kruševac mit 60,72 s Rang vier im B-Lauf. 2017 belegte sie bei den U20-Balkan-Meisterschaften in Pitești in 60,68 s den sechsten Platz und anschließend wurde sie bei den Balkan-Meisterschaften in Novi Pazar in 26,39 s Zweite im C-Lauf über 200 Meter und gelangte mit 60,56 s auf Rang drei im C-Lauf über 400 Meter. Im Jahr darauf wurde sie bei den U20-Balkan-Hallenmeisterschaften in Sofia in 60,47 s Erste im B-Lauf über 400 Meter und im Juli wurde sie bei den Balkan-Meisterschaften in Stara Sagora in 59,99 s Vierte im C-Lauf. 2022 belegte sie bei den Balkan-Meisterschaften in Craiova in 26,19 s den fünften Platz im B-Lauf über 200 Meter und gelangte über 400 Meter mit 57,31 s auf den vierten Platz im B-Lauf. Im Jahr darauf wurde sie bei der 3. Liga der Team-Europameisterschaft im Rahmen der Europaspiele in Chorzów in 25,70 s Dritte im B-Lauf über 200 Meter und wurde in 57,60 s Erste im B-Lauf über 400 Meter. Anschließend belegte sie bei den Balkan-Meisterschaften in Kraljevo in 25,51 s den siebten Platz im B-Lauf über 200 Meter und wurde in 57,62 s Sechste im B-Lauf über 400 Meter. 2024 wurde sie bei den Balkan-Hallenmeisterschaften in Istanbul in 57,55 s Dritte im C-Lauf über 400 Meter und gewann mit der albanischen 4-mal-400-Meter-Staffel in 4:07,72 min die Bronzemedaille hinter den Teams aus der Türkei und Kroatien. Im Jahr darauf kam sie bei der 3. Liga der Team-Europameisterschaft in Maribor über 200 und 400 Meter zum Einsatz sowie auch in der Mixed-Staffel. Anschließend wurde sie bei den Balkan-Meisterschaften in Volos in 25,01 s Erste im C-Lauf über 200 Meter und gelangte über 400 Meter mit 55,83 s auf Rang zwei im C-Lauf.
In den Jahren 2020, 2021 und 2023 wurde Beqiri albanische Meisterin im 400-Meter-Lauf sowie 2020 und 2023 auch über 200 Meter.

## Persönliche Bestleistungen
- 200 Meter: 25,02 s (+0,7 m/s), 27. Juli 2025 in Volos
- 400 Meter: 55,82 s, 24. Juni 2025 in Maribor
  - 400 Meter (Halle): 57,55 s, 10. Februar 2024 in Istanbul